# ФК Балимина Юнайтед
Балимина Юнайтед (на английски: Ballymena United Football Club) е северноирландски футболен отбор от едноименния град Балимина, графство Антрим. Основан през 1928 година под името „ФК Балимена“. Разформирован през 1934 година. Възроден през същата тази година под името Балимена Юнайтед. Домакинските си мачове играе на стадион Балимина Шоуграундс с капацитет 4 100 места.
Участник в ИФА Премиършип, висшата лига на Северна Ирландия.

## Предишни имена
| Години | Име                                                  |
| ------ | ---------------------------------------------------- |
| 1921   | „Балимина“ ФК Ballymena Football Club                |
| 1934   | „Балимина Юнайтед“ ФК Ballymena United Football Club |

## Постижения
Национални
- ИФА Премиършип
  -  Вицешампион (3): 1938/39, 1979/80, 2018/19
  -  Бронзов медалист (5): 1947/48, 1952/53, 1957/58, 1961/62, 1980/81
- Чемпиъншип
  -  Шампион (1): 1996/97
- Купа на Северна Ирландия
  -  Носител (6): 1928/29*, 1939/40, 1957/58, 1980/81, 1983/84, 1988/89
  -  Финалист (10): 1929/30*, 1930/31*, 1938/39, 1950/51, 1958/59, 1969/70, 1973/74, 1977/78, 2013/14, 2019/20
- Купа на лигата
  -  Носител (1): 2014/15
  -  Финалист (3): 2016/17, 2017/18, 2018/19
- Суперкупа
  -  Финалист (1): 2014
- Златна купа на Северна Ирландия
  -  Носител (1): 1974/75
  -  Финалист (4): 1931/32*, 1975/76, 1979/80, 1981/82
- Купа на Ирландските новини
  -  Носител (1): 1997/98

Регионални
- Трофей на графство Антрим
  -  Носител (6): 1947/48, 1950/51, 1975/76, 1979/80, 2012/13, 2015 – 16
  -  Финалист (8): 1937/38, 1953/54, 1965/66, 1985/86, 1987/88, 1996/97, 2002/03, 2005/06
- Фестивал на Британската купа
  -  Носител (3): 1951/52, 1960/61, 1980/81
- Градска купа
  -  Носител (1): 1971/72

Международни
- Купяа Тексако
  - 1/2 финалист (1): 1971/72
- Blaxnit Cup
  -  Финалист (1): 1973/74
- Купа Стийл енд Санс
  -  Носител (1): 1995/96
- Купа Луис Муур
  -  Носител (1): 1952/53
- Купа Джордж Уилсън
  -  Носител (2): 1989/90, 1990/91

## Известни играчи
- Найджъл Уортингтън
- Брендън Роджърс
- Джим Плат
- Алекс Паркър